# Xenophidion schaeferi
Espèce
Statut de conservation UICN

 DD  : Données insuffisantes
Xenophidion schaeferi est une espèce de serpents de la famille des Xenophidiidae. 

## Répartition
Cette espèce est endémique du Selangor en Malaisie péninsulaire.

## Étymologie
Cette espèce est nommée en l'honneur de Christian Schäfer, herpétologiste amateur qui a collecté le premier spécimen.

## Publication originale
- Günther & Manthey, 1995 : Xenophidion, a new genus with two new species of snakes from Malaysia (Serpentes, Colubridae). Amphibia-Reptilia, vol. 16, p. 229-240.